# Аранатха
Аранатха, в джайнской традиции — 18-й тиртханкара нашей эпохи. Согласно джайнскому учению, он стал сиддхой, полностью сбросив с себя карму. Родился в городе Хастинапур на 10 день второй половины индийского месяца мигсар. Отец — король Сударшан; мать — королева Деви.
Аранатха был женат на множестве прекрасных прецесс. Немногим позже, его отец, Сударшан, передал трон Аранатхе и ушёл в аскеты. Заняв трон, новый король сначала был лишь правителем небольшого регионального княжества, однако потом в его армии появилось новое оружие и он смог завоевать 6 континентов и стать чакраватином. Однажды, после долгого и счастливого правления Аранатха задумался о смене времён года. Это возвысило его мысли и привело к полной отрешённости. Отказавшись от власти, богатства и славы, Аранатха стал аскетом. Он бродил по миру и занимался духовной практикой. Три года спустя аскет прибыл в джунгли Сахасрамба и сел под манговое дерево, погрузившись в медитацию. После этого он достиг всеведения. Его первая речь была на тему «как победить таких врагов, как привязанность и отвращение». Аранатха жил 21 тысячу лет, странствуя и распространяя своё учение. После этого он достиг мокши.